# 王倓 (明朝)
王倓（？年—？年），字恬夫，號大蘇，河南汝宁府商城县人。明末政治人物。

## 生平
崇祯三年（1630年）庚午科河南乡试舉人，四年（1631年）联捷辛未科进士。兵部观政，五年授行人司行人，六年贵州主考，十年行取，考选为山东道御史，管理厂库、十库、皇城四门，贵州巡按，改陕西巡按，十三年回籍养病。后任总督洪承畴监军，管理降军，以病暂时休憩于潼关，呕血而卒。

## 家族
曾祖王浙，嘉靖五年丙戌科进士。